# Église Sant'Isidoro a Capo le Case
Pour les articles homonymes, voir Église Saint-Isidore.
L'église Sant'Isidoro a Capo le Case (en français : église Saint-Isidore) est une église romaine faisant partie d'un complexe franciscain située au 41 de la via degli Artisti dans le rione Ludovisi.
L'église est dédiée à Isidore le Laboureur, patron de la ville de Madrid en Espagne.

## Historique
Sant'Isidoro à Capo le Case est un complexe monastique franciscain situé dans le quartier Ludovisi du Pincio à Rome dont l'église est l'une des deux églises nationales irlandaises et contient la Cappella Da Sylva, conçue par Gian Lorenzo Bernini, qui y a également conçu le monument funéraire de son fils Paolo Valentino Bernini.
L'église et le monastère ont été construits grâce au noble Ottaviano Vestri di Barbiano, ceci est écrit dans une bulle de Urbain VIII (1625). La construction a été déclenchée en 1622 par la canonisation par Grégoire XV de cinq saints, dont Isidore le Laboureur. Durant cette année, des Franciscains espagnols descalceati (déchaussés) sont arrivés à Rome dans le but de fonder un couvent pour leurs compatriotes et ont construit l'église qu'ils ont dédiée au nouveau saint espagnol.
Deux ans plus tard, l'église et le couvent sont passés sous l'autorité des moines Franciscains irlandais, fuyant leur pays sous la persécution des protestants anglais.

## Architecture
L'église de style baroque a été construite par Antonio Felice Casoni et achevée par Domenico Castelli. La façade avec portique à double rampe d'escalier est de Carlo Francesco Bizzaccheri (en) (1704-1705). L’intérieur comporte une seule nef à croix latine avec voûte en berceau, deux chapelles latérales de chaque côté et deux chapelles sur les côtés du presbytère.
L'édifice comporte des œuvres de Carlo Maratta dont storie della vita di san Giuseppe et une Immacolata Concezione.
La décoration de la coupole réalisée au XIXe siècle est de Domenico Bartolini.
Au-dessus du maître-autel se trouve le retable Sant'Isidoro e la Vergine Maria d'Andrea Sacchi.

La chapelle da Sylva a été restructurée d'après un dessin de Gian Lorenzo Bernini, les monuments des sépultures sont de son fils Paolo Valentino Bernini.

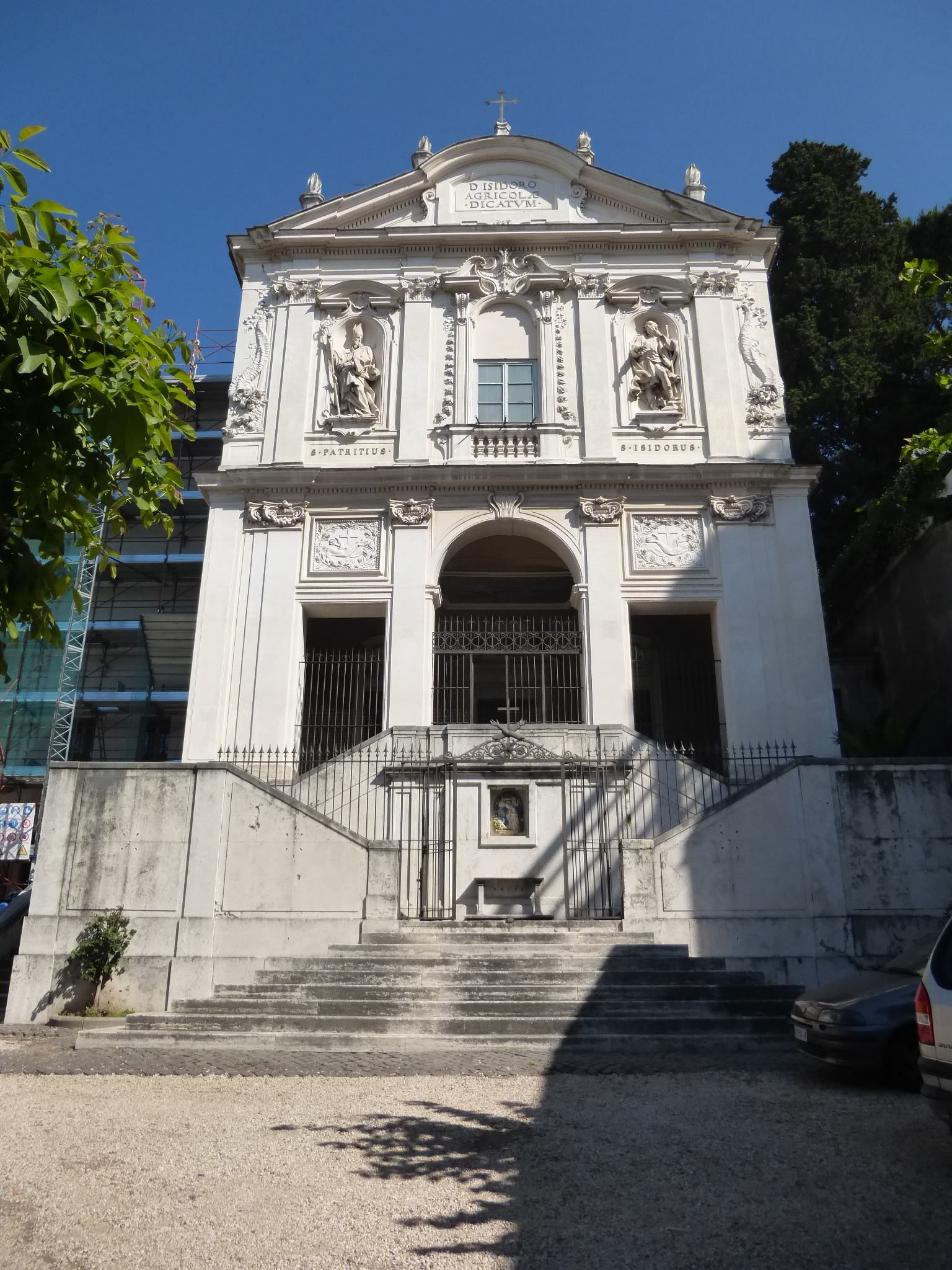
Façade
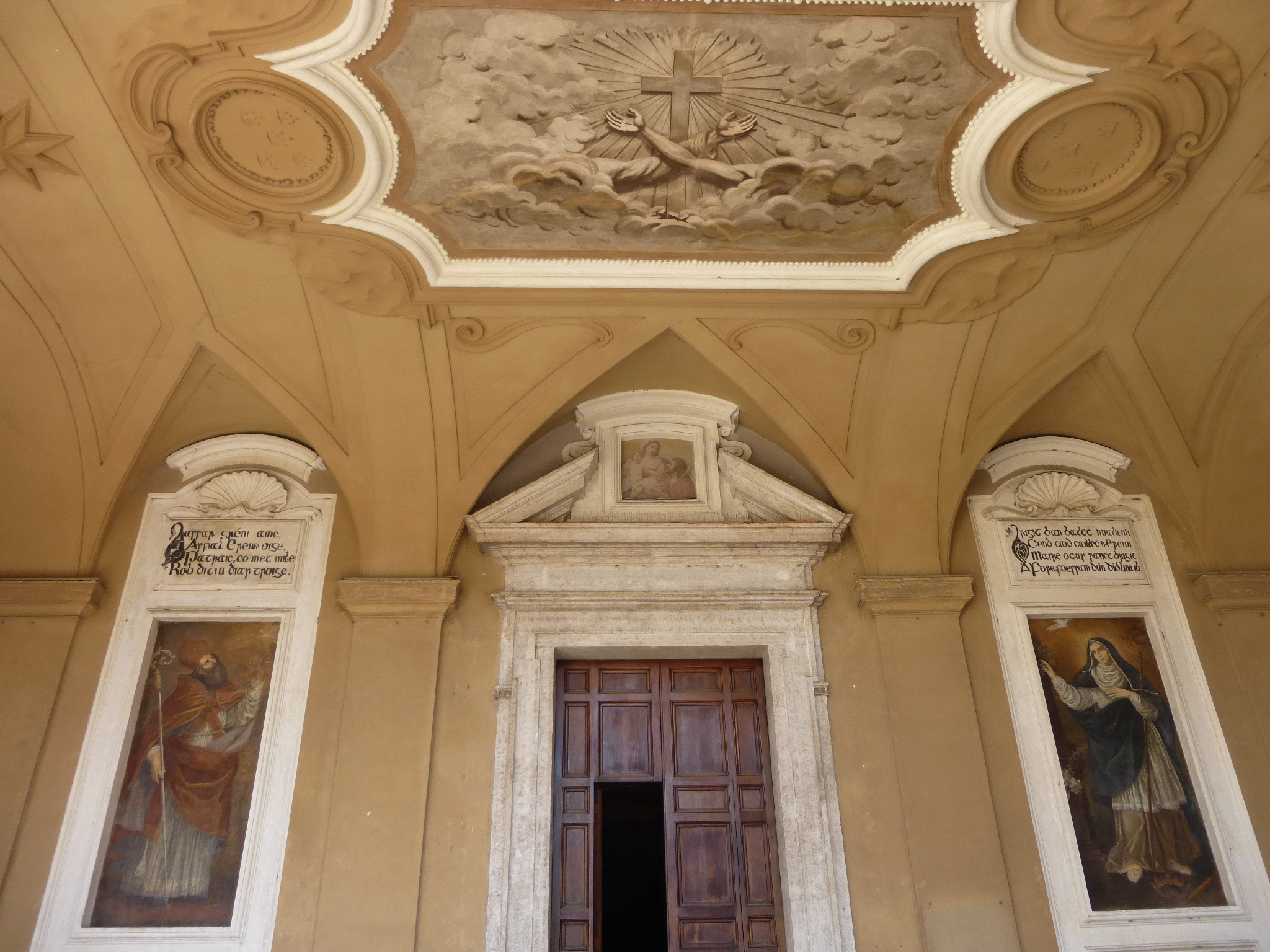
Pronaos
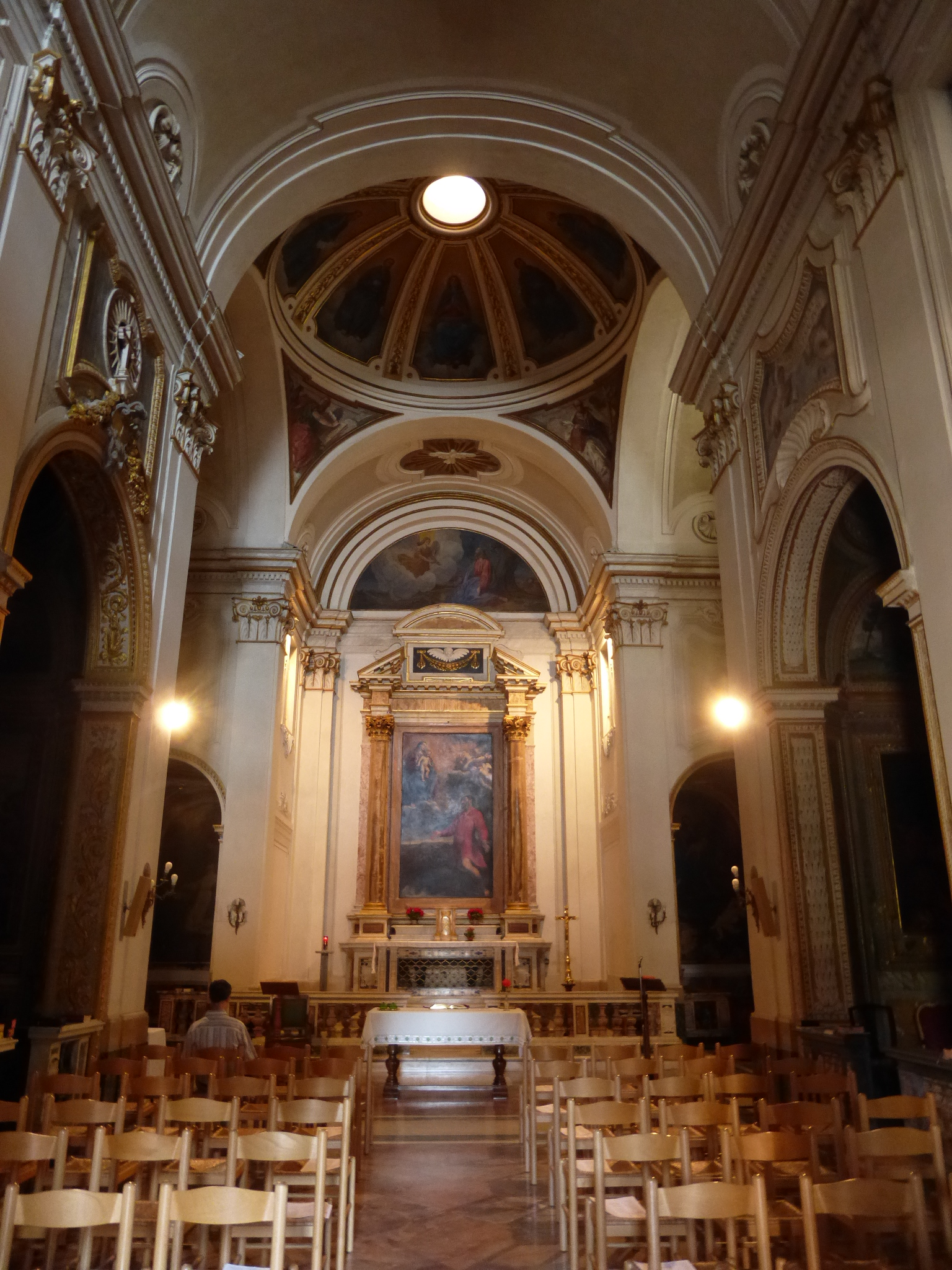
Intérieur

### Le monastère
Le monastère adjacent à l'église comporte deux cloîtres : il piccolo chiostro d'après un projet Casoni de 1626, et le chiostro di Wadding du nom de son auteur Luke Wadding comportant des fresques du XVIIIe siècle.
Le couvent a été le siège de la confrérie des nazaréens, mouvement d'artistes peintres en majorité allemands qui y résidèrent de 1810 à 1814, d'où le nom de la rue Via degli Artisti (rue des artistes) .

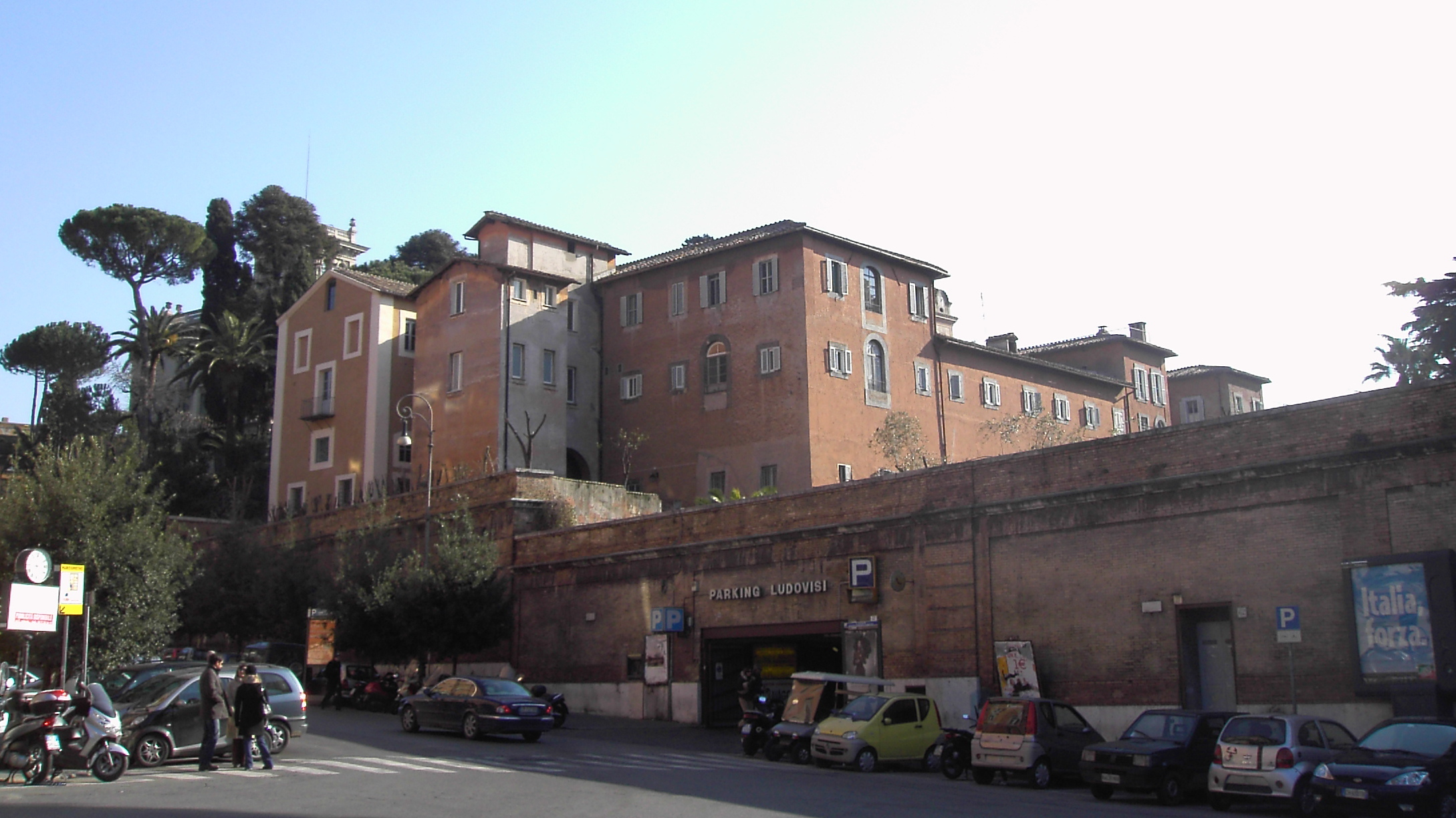
Le monastère.
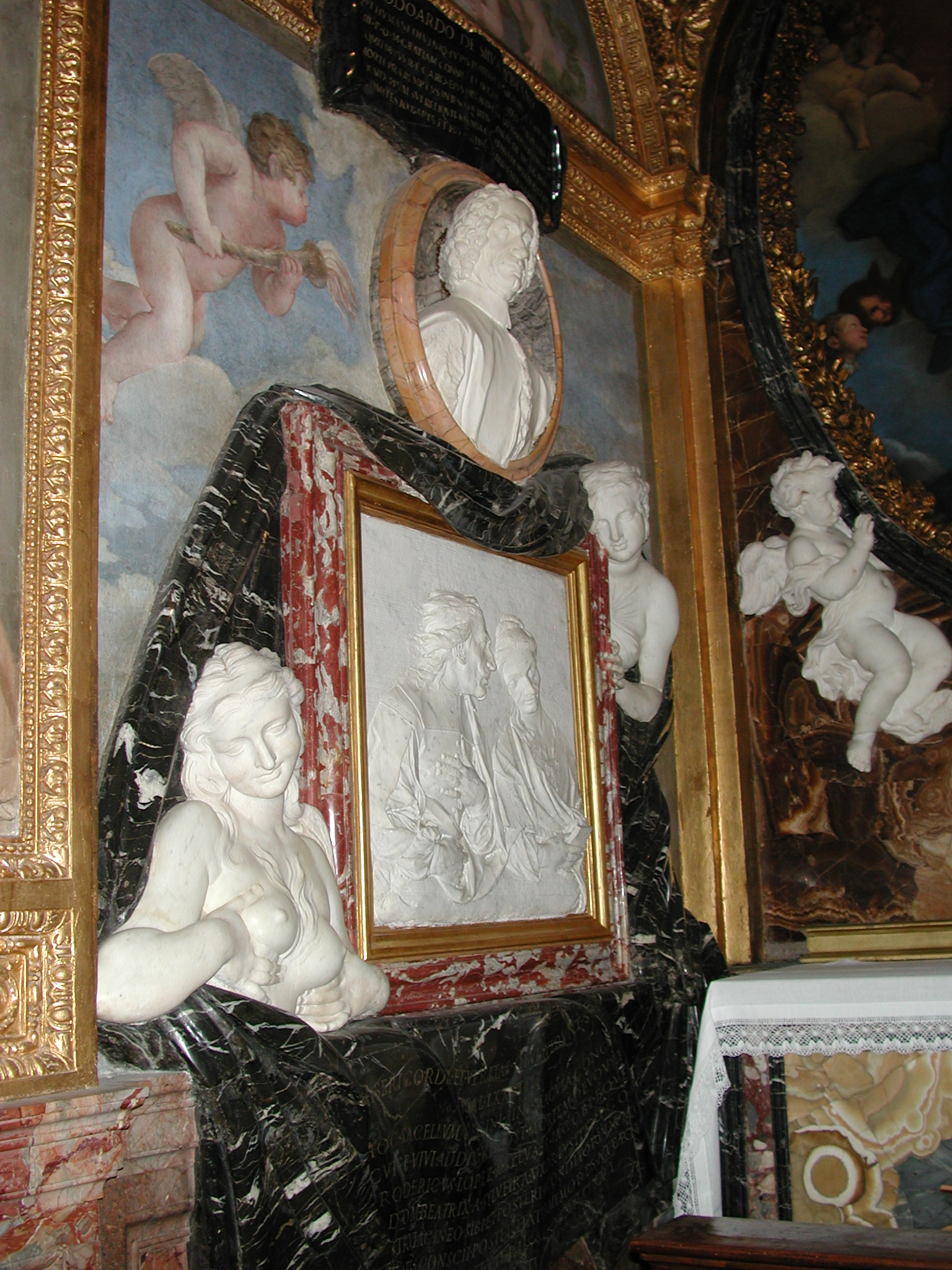
Chapelle De Sylva.

## Sources et références
1. ↑  (it) Arte-argomenti.org

- (it) Cet article est partiellement ou en totalité issu de l’article de Wikipédia en italien intitulé « Chiesa di Sant'Isidoro a Capo le Case » (voir la liste des auteurs).